# František Knebort
František Knebort (* 19. ledna 1944 Praha) je bývalý český fotbalista, útočník a záložník, reprezentant Československa, držitel stříbrné medaile z olympijských her roku 1964 v Tokiu.

## Fotbalová kariéra
Za československou reprezentaci odehrál roku 1965 dva zápasy, v nichž vstřelil 3 góly (2 Turecku, 1 Rumunsku, oba v neúspěšné kvalifikaci mistrovství světa 1966, což zřejmě ovlivnilo i Knebortovu reprezentační kariéru). Za olympijský výběr odehrál 7 zápasů (1 gól). V československé lize odehrál 249 utkání a dal 77 gólů. Hrál za Bohemians (1961–1963, 1963–1965, 1973–1975), Duklu Praha (1963–1964, 1965–1969), Slavii Praha (1969–1971), SU Teplice (1971–1972). Se Duklou získal roku 1966 titul mistra republiky a dvakrát Československý pohár (1965, 1966). V Poháru mistrů evropských zemí nastoupil v 1 utkání, v Poháru vítězů nastoupil ve 4 utkáních a dal 2 góly a v Poháru UEFA nastoupil v 1 utkání.

## Ligová bilance
| Ročník                                   | Zápasy | Góly | Klub            |
| ---------------------------------------- | ------ | ---- | --------------- |
| 1. československá fotbalová liga 1961/62 | 19     | 10   | ČKD Praha       |
| 1. československá fotbalová liga 1962/63 | 26     | 14   | ČKD Praha       |
| 1. československá fotbalová liga 1963/64 | 8      | 5    | Dukla Praha     |
| 1. československá fotbalová liga 1963/64 | 10     | 6    | ČKD Praha       |
| 1. československá fotbalová liga 1964/65 | 23     | 5    | Bohemians Praha |
| 1. československá fotbalová liga 1965/66 | 20     | 5    | Dukla Praha     |
| 1. československá fotbalová liga 1966/67 | 12     | 3    | Dukla Praha     |
| 1. československá fotbalová liga 1967/68 | 16     | 6    | Dukla Praha     |
| 1. československá fotbalová liga 1968/69 | 2      | 0    | Dukla Praha     |
| 1. československá fotbalová liga 1968/69 | 6      | 1    | Slavia Praha    |
| 1. československá fotbalová liga 1969/70 | 26     | 3    | Slavia Praha    |
| 1. československá fotbalová liga 1970/71 | 10     | 1    | Slavia Praha    |
| 1. československá fotbalová liga 1970/71 | 4      | 0    | SU Teplice      |
| 1. československá fotbalová liga 1971/72 | 22     | 3    | SU Teplice      |
| 2. československá fotbalová liga 1972/73 | —      | —    | Bohemians Praha |
| 1. československá fotbalová liga 1973/74 | 29     | 9    | Bohemians Praha |
| 1. československá fotbalová liga 1974/75 | 16     | 6    | Bohemians Praha |
| CELKEM 1. liga                           | 249    | 77   |                 |